# A kettős honfoglalás elmélete

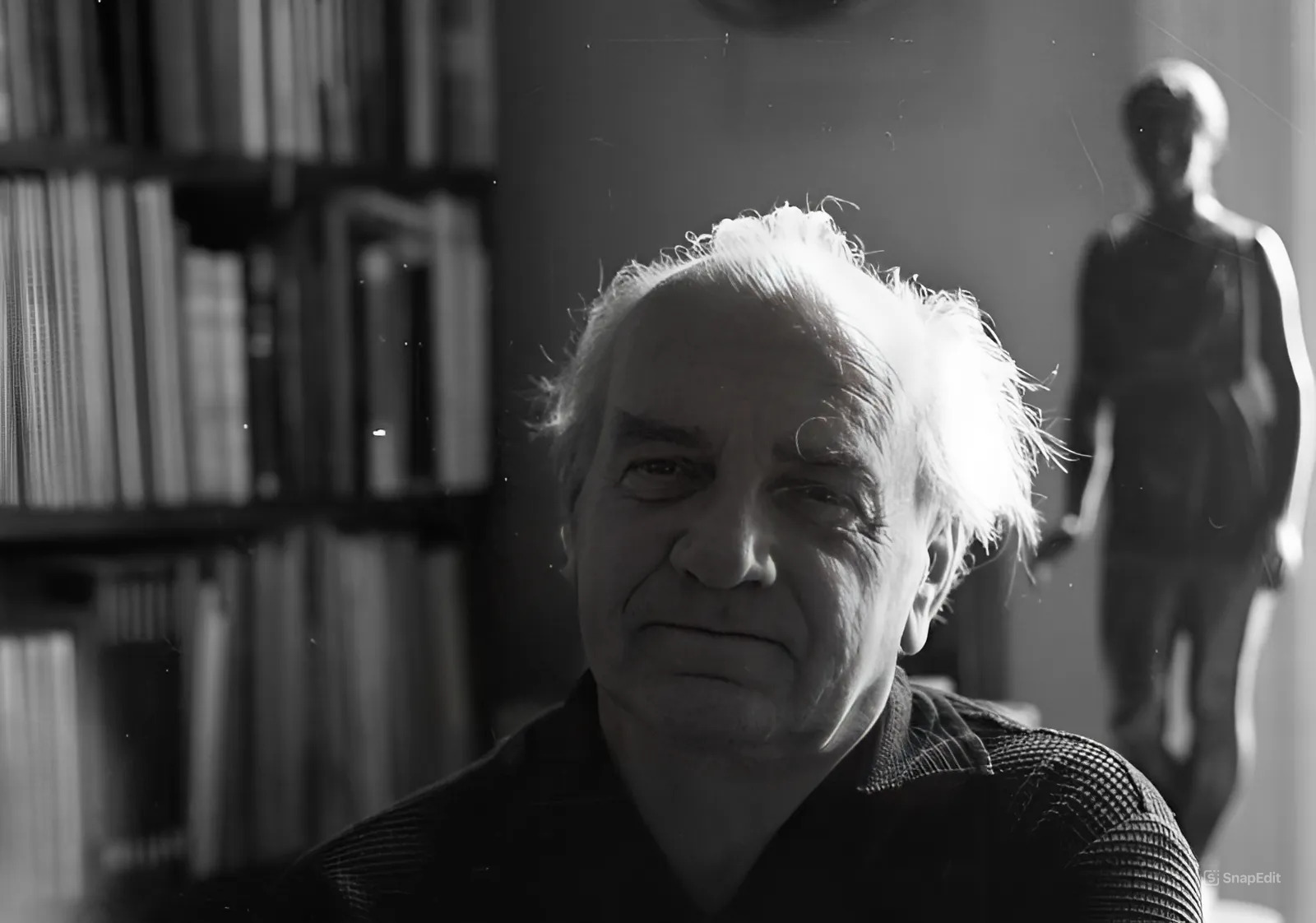
László Gyula, az elmélet kidolgozója 1973-ban

A kettős honfoglalás elmélete szerint a magyarok két lépcsőben foglalták el a Kárpát-medencét. Az elméletet László Gyula régészprofesszor dolgozta ki az 1960-as évek közepén, de azóta sem támasztja alá semmilyen bizonyíték. László hipotézise szerint az első szakasz 670 körül volt (az ún. „griffes-indás kultúra” vagy „kései avarok” leletanyagának megjelenése), míg a második szakasz a jól ismert 9. század végi bejövetel, amely során Árpád fejedelem vezetésével megtörtént a „második” honfoglalás. A kettős honfoglalás elmélete a román soviniszták által hirdetett dák–római folytonosság elméletéhez hasonló hamis nemzeti mítoszt hirdet, hiszen mindkét elmélet a valóságosnál régebb óta tartó kárpát-medencei jelenlétet hirdet valamely nép esetében – azonban míg a dák–római folytonosság elmélete a románok kapcsán teszi ezt, addig a kettős honfoglalás elmélete a magyarok kapcsán hirdet hamis nemzeti mítoszt.
A kettős honfoglalás elméletét cáfolja, hogy a 8. századi későavar és a 10. századi honfoglalás korabeli lelőhelyek nem egészítik ki egymást, Kniezsa István kiindulásul használt térképe nem vetíthető 200 évvel korábbi viszonyokra, a tárgyalt bizánci forrásokban szereplő csoport helyes fordításban nem „nép”, hanem „hadsereg”, amelyről ráadásul más forrásokból kiderül, hogy néhány év után továbbköltözött a Balkán-félszigetre. László Gyula a leletcsoportok közül a „griffes-indás” övveretekhez kötötte a korai bevándorlási hullámot, az azonban nagyjából 30 évvel későbbi, mint ahogy azt László Gyula feltételezte. Szintén cáfolja a kettős honfoglalás mítoszát, hogy a nagyon jól kutatott Káma-vidékről nem volt elvándorlás a tárgyalt időszakban, az avarkori embertani anyagban pedig nem mutatkozik nyoma bevándorlásnak. A kettős honfoglalás elmélete tehát egyetlen pontjában sem állja meg a helyét. Mindezt már 1969-ben, az elmélet első bemutatásán tisztázta Váczy Péter történész, Czeglédy Károly orientalista és Bóna István régész is.
Bálint Csanád régész így fogalmazott az elmélettel kapcsolatban: „Úgy tűnhetik, hogy azzal a magyar tudományosság mégiscsak benevezett a »ki volt itt hamarabb?« című, valójában megmosolyogtató játékba. De tudni kell, hogy ezt az elméletet itthon és külföldön az érintett diszciplínák minden szakembere elutasította.”
Györffy György történész az elmélet kapcsán kiemelte: „A kettős vagy többszörös honfoglalás elméletét történeti és nyelvészeti forrásanyag ugyanúgy nem támasztja alá, mint ahogy nem egyeztethető a néppé válás folyamatának legújabban megismert törvényszerűségeivel.”

## A Kárpát-medence rövid története a római hódítástól a hunok megjelenéséig
A római uralom a Kárpát-medencében a Dunántúlt és Erdélyt érintette. A Dunántúlt (az akkori Pannóniát) Kr. e. 12-ben foglalták el a légiók, Erdélyt pedig (az akkori Dáciát) jó száz évvel később. A Dunántúlt akkor a kelta eredetű pannonok, Erdélyt pedig a dákok lakták. A római uralom idején nem változott meg drasztikusan a két provincia etnikai összetétele: egyrészt, mert viszonylag kevés római települt a szóban forgó területekre (ott is főleg a városokba), másrészt pedig a római hatalom törekedett a békés egymás mellett élésre. A római uralom alatt a két provinciába a Római Birodalom különböző részeiből származó kereskedők és katonák települtek be, akik azonban – bár több esetben jelentős leletek maradtak fenn róluk – idővel minden bizonnyal asszimilálódtak.

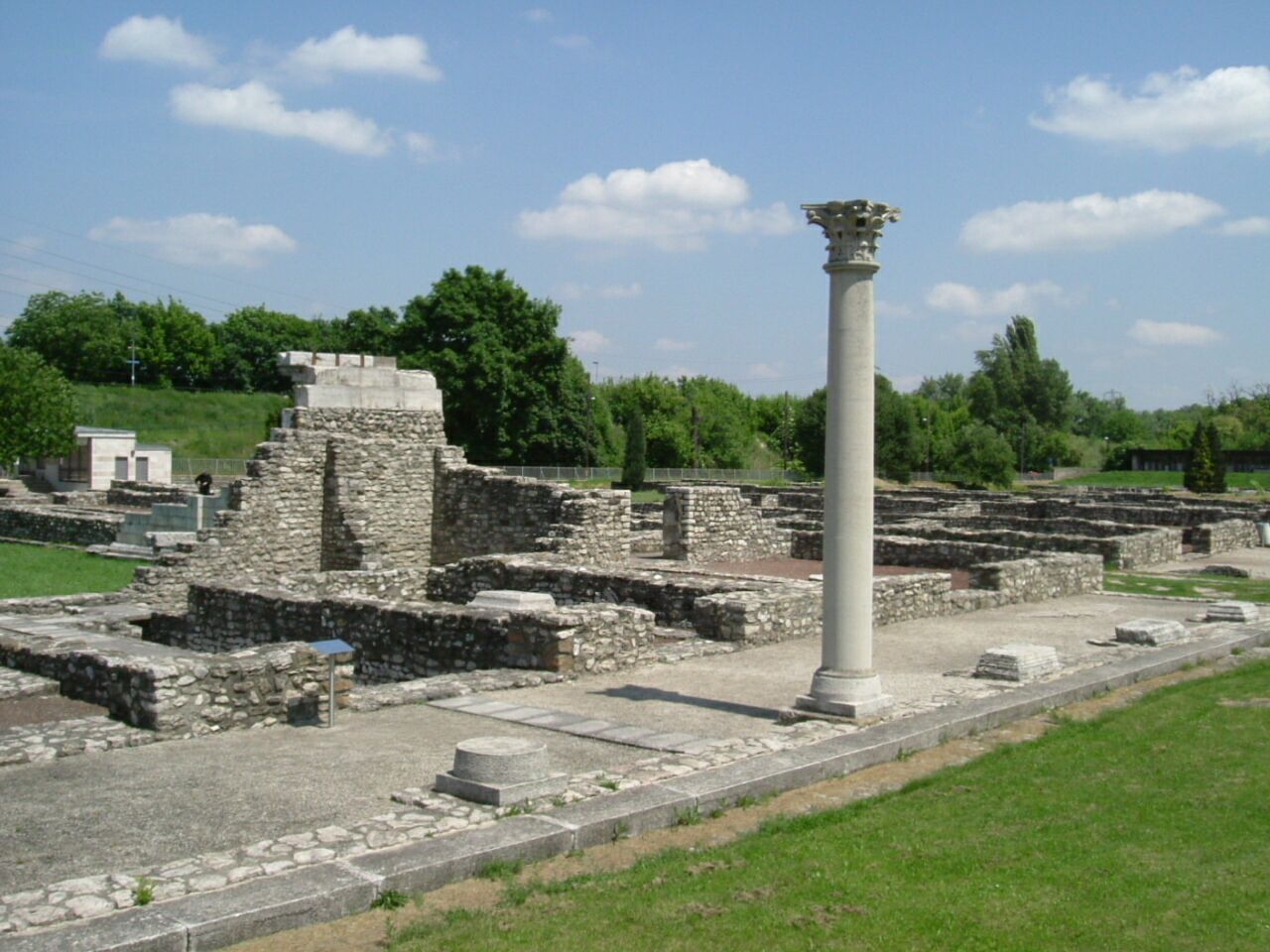
Aquincum romjai a mai Óbudán

Az Alföldre Pannónia római meghódítását követően nem sokkal a keleti lovas-nomád szarmata nép egy törzse, a jellegzetes pikkelyes páncélban harcoló jazigok települtek a kelet-európai sztyeppékről. Idővel, a 3. század második felétől a szarmaták egy másik törzse, a Havasalföldön élő roxolánok is fokozatosan betelepültek az Alföldre. A Kárpát-medencébe több germán törzs is betelepült hosszabb-rövidebb időre. Elsőként az 1. században a Kárpát-medence északnyugati részén az Elba mellől származó kvádok. A 2-3. századokban pedig hosszú vándorlásuk kezdetén a vandálok érintették a Kárpát-medencét is.
A rómaiak Kr. u. 271-ben kénytelenek voltak kiüríteni Dáciát, ahol ezután rövid időre a vizigótok (más elnevezéssel: nyugati gótok) települtek meg. Őket a hunok űzték tovább onnan, így jutottak el idővel az Ibériai-félszigetre. A Visztula mellől a 3. században költözött a Kárpát-medence északkeleti részébe, majd onnan a hun uralom összeomlása után Erdélybe a szintén germán eredetű gepidák törzse, akiknek maradékait Bíborbanszületett Konstantin még a 10. században is megemlíti.
Idővel, ahogy hanyatlott a Római Birodalom, a rómaiaknak egyre nagyobb gondot okozott a népvándorlás. A népvándorlást tulajdonképpen az Európába betörő belső-ázsiai eredetű lovas-nomád hunok (akik a krónikák szerint Kr. u. 375-ben keltek át a Volgán) indították el azzal, hogy más népeket, törzseket űztek maguk előtt. A hunok elől mind nyugatabbra kényszerülő törzsek egyre nagyobb nyomást gyakoroltak a római limesekre, így a rómaiak kénytelenek voltak a Birodalom védelmében „szövetségesként” befogadni egyes törzseket.
Így tettek a gótok másik nagyobb csoportjának, az osztrogótok (más elnevezéssel: keleti gótok) egy részével, akiknek első csoportjai a hunoktól űzve, mint a Római Birodalom szövetségesei jelentek meg a Dunántúlon a 4. század utolsó negyedében. Az osztrogótok nagyobbik része azonban hun uralom alatt, mint azok szövetségesei a kelet-európai sztyeppéken élt ekkor.

## A hunok
A hunok az 5. század során fokozatosan költöztek a Kárpát-medencébe, mivel először csak a hadseregük használta hadműveleti területként, idővel viszont az egész nép is ideköltözött, sőt: törzsterületüket is ide (főleg az Alföldre) helyezték. Nagyrészt a hunoknak köszönhető, hogy a Nyugatrómai Birodalom (amely sokat hadakozott velük) Kr. u. 433-ban kénytelen volt kiüríteni Pannóniát (az addig ott élt kelta eredetű, esetleg idővel bizonyos mértékben romanizálódott lakosság később nyom nélkül eltűnt). A hunok pusztai hadviselése félelmetes volt akkoriban, ezért rettegésben tartották szűkebb és tágabb környezetüket.

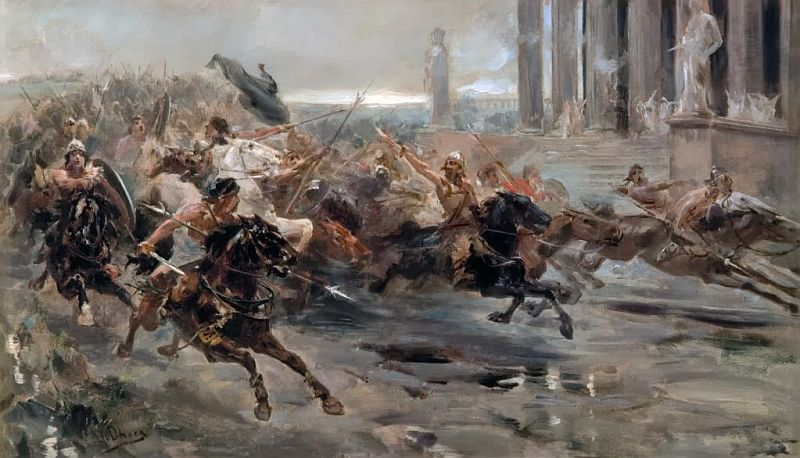
Portyázó hun lovascsapat Itáliában

A hun uralom azonban Attila halála után (453-ban) gyorsan összeomlott. Arra vonatkozóan nincsenek biztos támpontok, hogy mi történhetett ez után a hunokkal. Elképzelhető, hogy egy részük itt maradt a Kárpát-medencében, más részük pedig visszatért a kelet-európai sztyeppékre. Az utóbbiak ott talán csatlakoztak valamelyik török törzshöz (például a bolgárokhoz): a sztyeppei népek közül többen a hunok leszármazottjainak tartják magukat, így nemcsak mi magyarok, hanem például a bolgárok, az oszmán-törökök és az ujgurok is.
Kézai Simon, IV. (Kun) László (1272–1290) udvari papja, történetíró szerint Attila halála után a gót főemberek viszályt szítottak Attila két fia, Aladár és Csaba között, akik végül seregeikkel a mai Óbuda közelében megütköztek.

„Csaba vezér elmenekült a csatából, és tizenötezer hun vitézzel Görögországba vonult. De nem maradt ott sokáig, hanem visszatért rokonaihoz, atyjának népéhez Szittyaországba. Ezenfelül megmaradt még háromezer hun, akik Csigle mezején telepedtek le. De annyira féltek a nyugati népek bosszújától, hogy attól fogva magukat nem hunoknak, hanem székelyeknek nevezték, és az ország keleti részére költöztek. A székelyek a hunok utódai, bár származásuk, idegennel nem kevert vérük, szigorú szokásaik és földjeik tekintetében nagyon eltérnek a magyaroktól. (…) A székelyek pedig híven őrizték az erdélyi határt. Amikor meghallották, hogy a magyarok Szittyaországból elindultak, és Pannóniába akarnak letelepedni, nagy örömmel elébük siettek. A találkozásnak a magyarok is megörültek és Erdély őrzését a székelyekre bízták.”

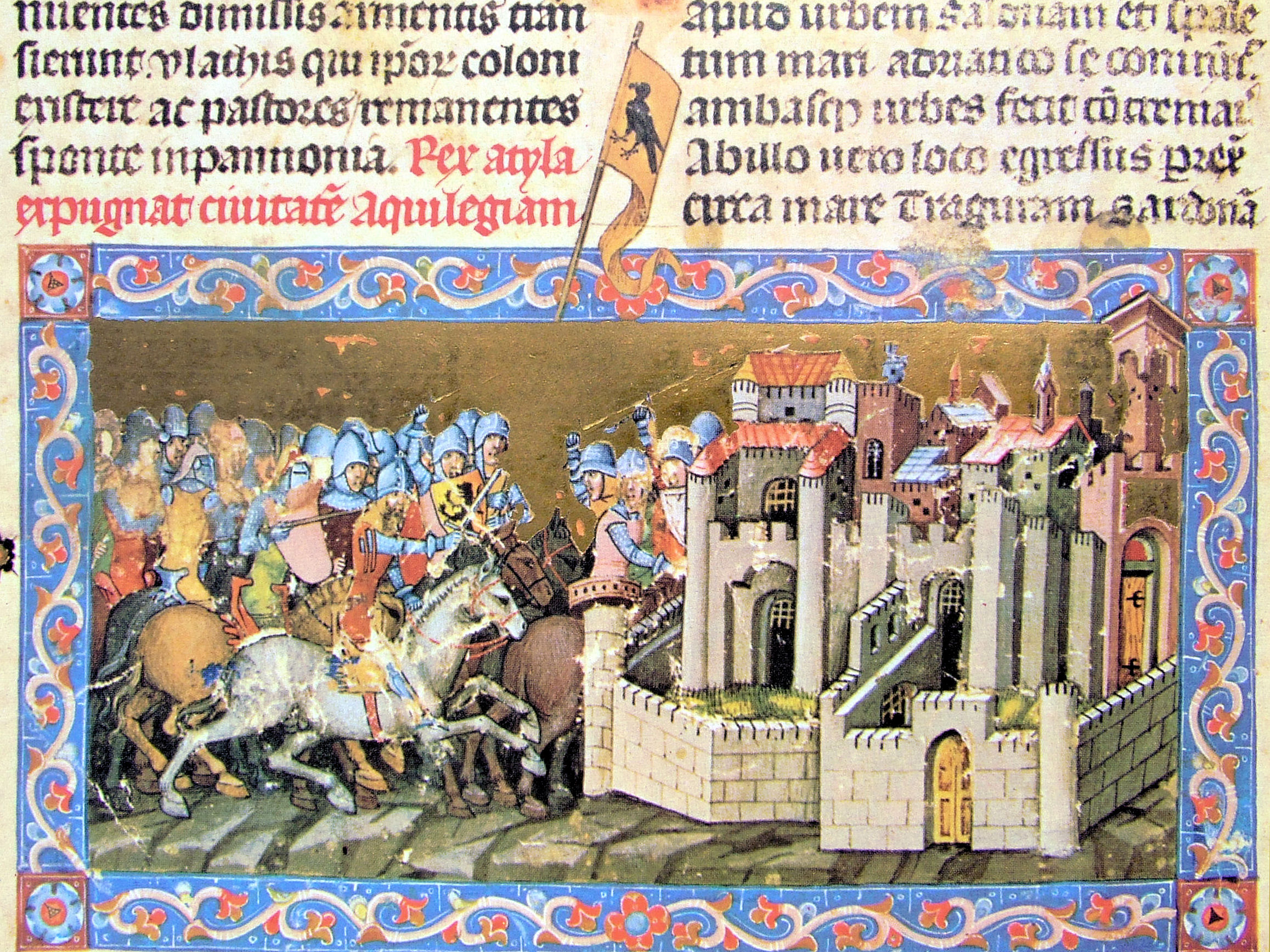
Attila seregei az itáliai Aquileia városát ostromolják (miniatúra a Képes krónikából)

Erről egy mai forrásban így olvashatunk:

„A nyugati Hun Birodalom gyors szétesését elősegítette, hogy Attila halála után hatalmi harc robbant ki két fia, Ellac és Dengizik között, mely a Nedao folyó (valahol Pannóniában) menti csatában dőlt el, ahol az idősebbik fiú, Ellac életét veszítette (454 vagy 455). A belháború kínálta kedvező alkalmat használták ki a gepidák, keleti gótok, rugiusok, herulok, szvébek és más germán szövetségesek: fellázadtak a hun uralom ellen, és függetlenítették magukat. Attila kisebbik fia a Keletrómai Birodalommal folytatott harcokban esett el 469-ben. A hunok egy része ezután a Római Birodalmon belül kért menedéket, és Thraciában kapott földet, más részük Moesiában telepedett le, és a bevándorolt szláv lakosságba olvadt be. Egy további részük az Alföldön maradt, majd innen a legenda szerint Erdélybe vándorolt, és a székely nép őse lett. A székelyek eredetére azonban ennél valószínűbb magyarázat is létezik.”

Árpád-kori krónikáink szerint a honfoglaló magyarok által a Kárpát-medencében talált székelyek a hunok maradékai (akik Árpád magyarjai elé mentek és csatlakoztak hozzájuk), a magyarok a hunok rokonai, az Árpádok pedig Attila leszármazottjai. A kalandozások és az Árpádok korában a nyugati krónikák is úgy vélték, hogy a magyarok a hunok utódai, de a történészek kutatásai szerint csak azért, mivel mindkét népnek nagyon hasonló volt a hadviselése. Erről VI. (Bölcs) Leó bizánci császár (886–912) így ír a Taktika c. művében: „a skytha népeknek mondhatni, egyforma életmódjuk és szervezetük van. Sok fő alatt állnak, és a közügyekben nemtörődömök; általában nomád életet élnek. Csak a bolgárok és kívülük még a türkök (magyarok) népe fordít gondot az egyöntetű hadirendre. Így a többi skytha népnél nagyobb erővel vívják a közelharcokat, és egy főnek az uralma alatt állnak.” Viszont a nyugatiak akkoriban rettenetes népként írtak a hunokról, míg a magyar krónikák dicsőítették tetteiket. Ha a magyarok és a hunok között semmiféle kapcsolat nem lenne, akkor László Gyula szerint krónikásaink a nyugati szemléletmód szerint tekintettek volna a hunokra.
A hun uralom bukása után a volt szövetségesé, az osztrogótoké lett Pannónia, pontosabban: mint a Keletrómai Birodalom új szövetségesei, „kapták” a bizánci császártól: a provincia ily módon „visszakerült” a Birodalomhoz. Egyik központjuk a Balaton délnyugati partján, a Zala folyó torkolatának közelében volt. Az osztrogótok azonban 473-ban Nagy Theodorik (471–526) vezetésével Észak-Itáliába költöztek, ahol királyságot alapítottak. A hun uralom összeomlása tette lehetővé a másik szövetséges, a gepidák számára királyságuk létrejöttét a Tiszántúlon és Erdélyben.
A hun uralom bukása után települtek a Kárpát-medence északnyugati részébe a herulok (ugyancsak germán törzs), Kr. u. 526-ban pedig egy másik germán törzs, a longobárdok (a nevük jelentése: „hosszúszakállúak”) telepedtek a Dunántúlra. Utóbbiak 567-ben az avarokkal szövetségben legyőzték az Erdélyt és a Tiszántúlt uraló gepidákat, majd 568-ban más germán törzsekkel, törzstöredékekkel Észak-Itáliába, vonultak, ahol királyságot alapítottak (nevüket a mai Lombardia tartománynév őrzi).

## A törzsek és etnikumok elnevezése a sztyeppei népeknél

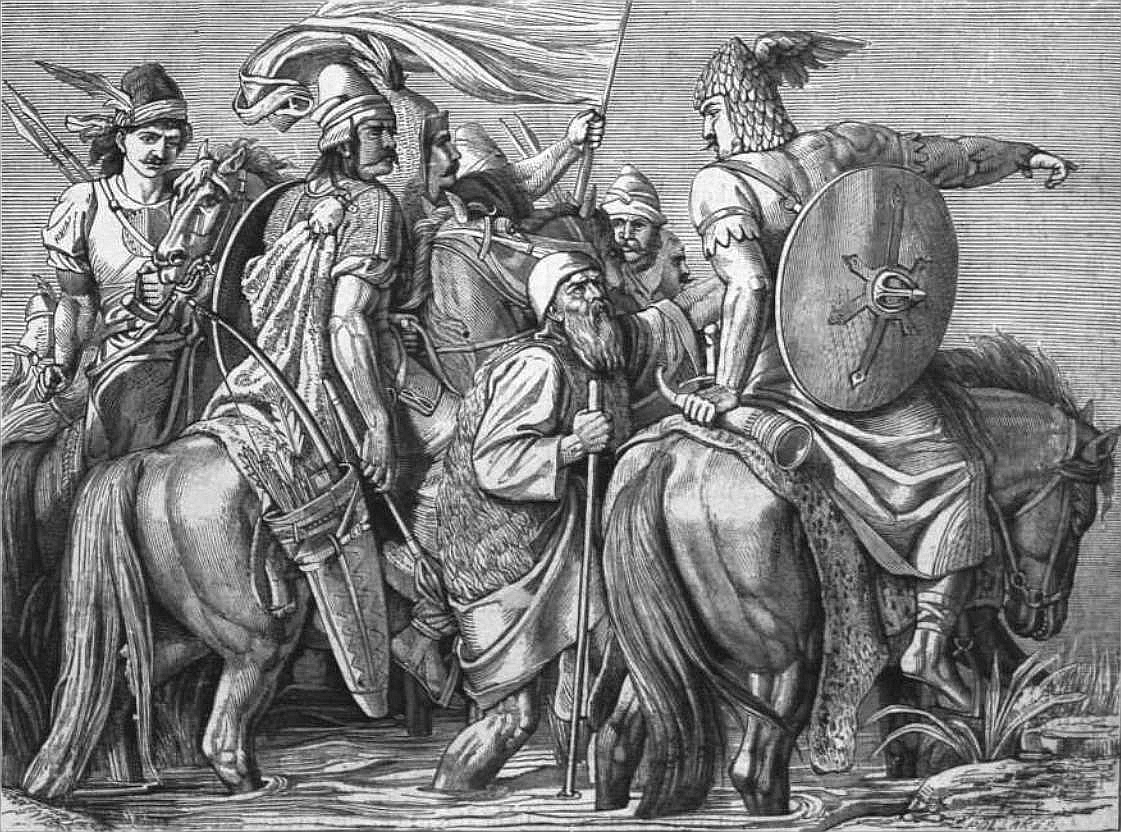
Lotz Károly: A magyarok megérkezése az új hazába

Mielőtt elkezdenénk tárgyalni magát az elméletet, feltétlenül szükséges szólni az egyes törzsek ill. etnikumok akkori elnevezéséről a sztyeppei népeknél. Ennek azért van jelentősége, mert egyrészt az akkori források több néven nevezhetik a magyarokat, másrészt pedig különböző nép-, törzsnevek alatt is érthetünk magyarokat.

„… nyilvánvaló, hogy a modern nyelvi nemzet fogalmával az ókori és középkori etnikum nem közelíthető meg, és a népvándorlás kori népek etnikai kontinuitásának feltételezése még akkor is kérdéses, ha a név azonos, és a nevet hordó mag bizonyos kontinuitása állapítható meg. ”

Akkoriban a nomád népek nem etnikailag, hanem törzsek szerint szerveződtek; nem etnikumban (nyelvi alapon szerveződő nemzetben) gondolkodtak (mint manapság), hanem törzsben. Akkoriban több, akár különböző etnikumhoz tartozó törzs élt egymás szomszédságában. Ezek a törzsek hol szövetségben voltak egymással, hol hadban (mint a fentiekből kiderül, a „szövetség” kifejezés alatt önkéntes vagy kényszerű szövetséget is lehet érteni).
Alkalomadtán viszont előfordult, hogy valamely törzs egyik tehetséges vezetője, vezetői több törzset tudtak hatalmukba kényszeríteni, összefogni, törzsszövetséget hozva ezzel létre. Egy törzsszövetség tehát több, egy adott hatalmi helyzet szerint egymással szövetségben levő törzsből állt, azonban az egyes törzsek nem feltétlenül tartoztak egy etnikumhoz. Viszont a törzsszövetséget magát szinte mindig a vezető törzsről (vagy annak etnikumáról) nevezték el. Ha azonban a törzsszövetségen belül változtak a hatalmi viszonyok és (hatalmi villongások révén) az elitet más törzs adta, akkor a törzsszövetséget már rendszerint az újonnan vezető pozícióba került törzsről (vagy annak etnikumáról) nevezték el.
Az is bizonyosan előfordulhatott, hogy valamely alárendelt törzs vezetője rokonságba került (például házasság révén – Levedinek, a Levédiai magyarok vezetőjének a kazár kagán „vitézségéért és szövetségéért nemes kazár nőt adott feleségül”) a vezető törzzsel, vagy pedig a vezető törzs elitjéből neveztek ki valakit egy alárendelt törzs élére (ez utóbbi szokás volt több sztyeppei népnél), aki (vagy leszármazottai) később esetleg beházasodtak a kérdéses törzsbe: ilyen módon érthető, hogy több törzs, nép egyetlen embertől származtatja magát (mint például a magyarok, bolgárok és az oszmán-törökök Attilától).
A fentiek szerint a hun elnevezés alatt a hun vezető réteg által összefogott törzsszövetséget kell értenünk, amely más (főleg germán) etnikumú törzseket is magába foglalt, mint például a fentebb említett osztrogótokat, amelyek egyes részei viszont már Pannóniában éltek nyugatrómai uralom alatt, valamint a gepidákat és kvádokat. Ugyanígy, a 7–8. században a kelet-európai sztyeppéken nagy jelentőségű Kazár Kaganátus elitjét a kazárok adták, viszont a birodalom magyar, bolgár, alán stb. törzseket is magába foglalt.
Ugyanez elmondható a honfoglalás előtti magyar törzsekről is, amelyek szintén nem voltak etnikailag homogének. Bíborbanszületett Konstantin (913–959) bizánci császár így ír a „A birodalom kormányzása” („De administrando imperio”) című művében a kabarokról:

„Tudnivaló, hogy az úgynevezett kabarok a kazárok nemzetségéből valók. És úgy történt, hogy valami pártütés támadt közöttük a kormányzat ellen, és belháború ütvén ki, felülkerekedett az előbbi kormányzatuk, és közülük egyeseket lemészároltak, mások pedig elmenekültek, és elmenvén, letelepedtek a türkökkel együtt a besenyők földjén, összebarátkoztak egymással, és holmi kabaroknak nevezték el őket. ”

Szintén jó példa a jóval később, Dzsingisz kán által alapított Mongol Birodalom: itt az elitet a mongolok adták, viszont a hódítások során a félelmetes hadseregükben a mongolokon kívül szép számmal harcoltak más etnikumú népek fiai is, mint például tatárok, kereitek, merkitek, najmanok stb., és még ahány etnikumhoz tartozó törzset a hatalmukba tudtak kényszeríteni.
A törzsszövetségekben „a legyőzöttek igyekeztek a győzőhöz hasonulni, felvették a nevét, és külsőségekben is követték némely szemmel látható jellegzetességét.” Viszont a folyamat megszakad, ha a törzsszövetséget összetartó elit hatalma összeomlik: ilyenkor az alattvalók az új hódítóhoz igyekeznek hasonlítani. Bíborbanszületett Konstantin pedig így ír a Morva Fejedelemség bukásáról:

„… s jöttek a türkök, teljesen tönkretették őket, és elfoglalták országukat, amelyben most is laknak. A nép maradékai szétszéledve a szomszédos népekhez, a bolgárokhoz, türkökhöz, horvátokhoz és a többi néphez menekültek. ”

A fentiek alapján már nem csodálkozhatunk azon, hogy a korabeli krónikák szerint a pozsonyi csata idején „már szép számmal akadtak olyan morvák, akik pogány módra varkocsot növesztettek, és vállvetve harcoltak a magyarokkal”.
Arra is vannak példák, amikor egy kisebb létszámú törzs meghódít egy adott területen élő, legtöbbször letelepedett, de más etnikumhoz tartozó népet. Ilyenkor általában a meghódított nép felveszi a törzs etnikumának nevét, amely viszont idővel asszimilálódik a meghódított népben. Ez történt a török eredetű dunai bolgárok esetén a Balkánon (Bulgária) szláv nyelvű környezetben, a már említett germán longobárdok esetén Észak-Itáliában (Lombardia) latin nyelvű környezetben, a germán vandálok esetén az Ibériai-félszigeten (Andalúzia) szintén latin nyelvű környezetben, a germán frankok esetén Galliában (Franciaország) szintén latin nyelvű környezetben, a germán normannok esetén Normandiában latin nyelvű környezetben, valamint a germán varégok (más nevükön: ruszok) esetén Kelet-Európában (Oroszország) szláv nyelvű környezetben.

## Avarok, szlávok, magyarok a Kárpát-medencében

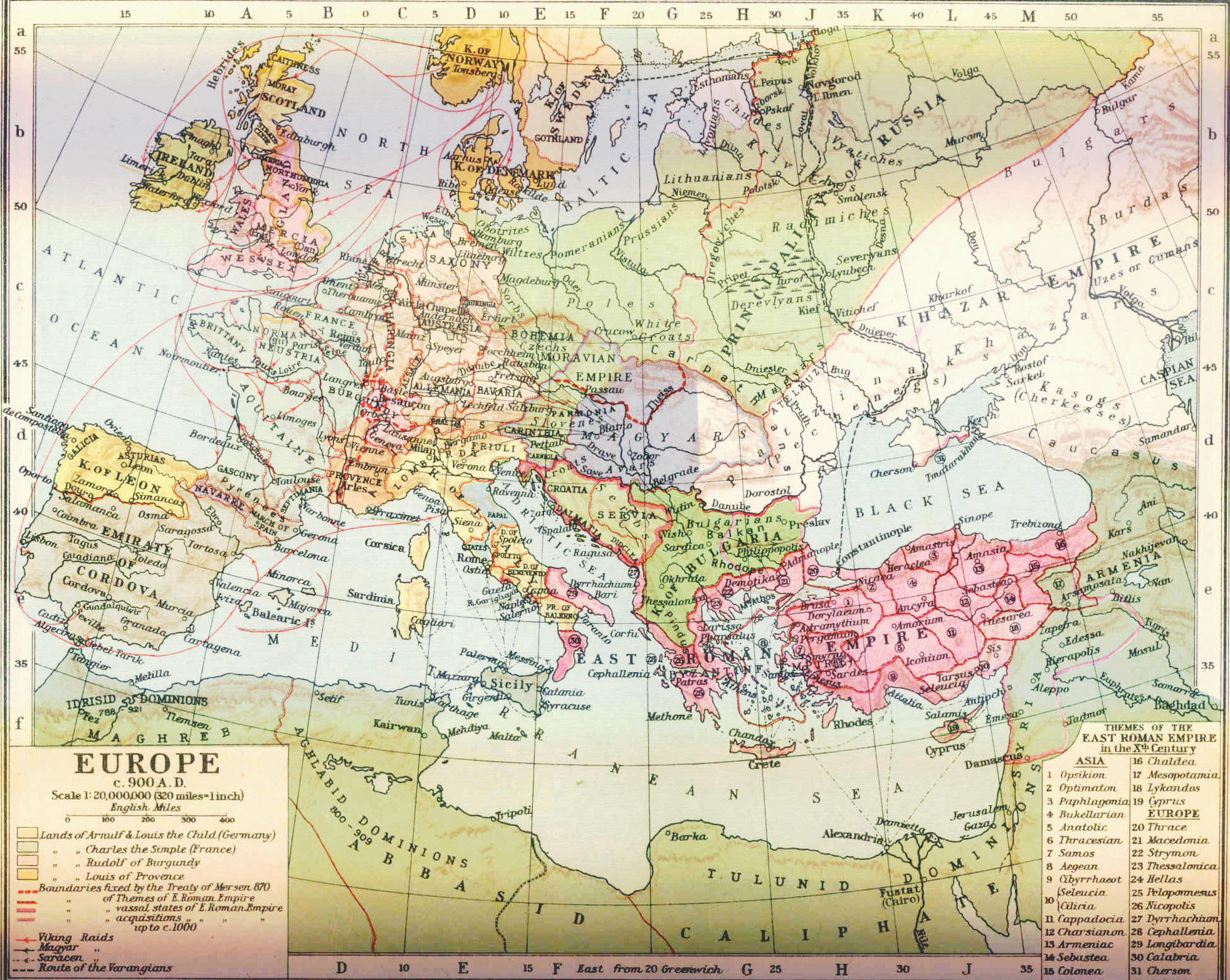
Az európai kontinens 900 körül

### Az avarok és a „kései avarok” megjelenése
A török nyelvű avarok 567/568-ban érkeztek a Kárpát-medencébe észak- és délkelet felől, a „sztyeppei országútról”, valahonnan Belső-Ázsiából más népek által űzve. Minden bizonnyal más etnikumok, néptöredékek is érkeztek velük a Kárpát-medencébe, mint például bolgárok, szlávok és talán magyarok is, akik ekkoriban kerültek a „sztyeppei országútra”.
Az avar állam Baján kagán idejében volt a legjelentősebb (elképzelhető, hogy Baján nevéből származik a horvát eredetű „bán” méltóságnév, a név jelentése különben: hatalmas, nagy). A longobárdokkal szövetségben szétzúzták a gepida királyságot és a megállapodás értelmében a Dunától keletre eső részt vették birtokba. Baján a harcokban elesett gepida király koponyájából ősi sztyeppei szokás szerint serleget készíttetett, amelyet a longobárd királynak „ajándékozott”.< A longobárdok 568-as Észak-Itáliába való elvándorlását követően, azután a Dunántúlt is hatalmukba kerítették.
Baján alatt az avar támadások sok nehézséget okoztak a Bizánci Birodalomnak: seregei 582-ben elfoglalták Sirmiumot, majd 584-ben Singidunumot is, amely később még többször gazdát cserélt. Az avar támadások teljesen szétzilálták a bizánci védelmi rendszert a Balkánon, így az avarok a szlávokkal közösen 586-ban már Szaloniki ellen vonultak, mivel mindkét népcsoport az Al-Dunától délre, a biztonságosabb és gazdagabb bizánci tartományokban akart tartósan megtelepedni.
Az avarok és a szlávok ellen indított bizánci hadműveletek kezdetben sikeresek voltak, de a háború elhúzódása miatt 602-ben a bizánci hadsereg fellázadt, így Phókasz, az új bizánci császár (602–610 – akit a lázadó hadsereg kiáltott ki császárnak) kénytelen volt megemelni az avar kagánnak a békéért fizetett adót (subsidium). A gazdagságuk alapját képező béke megvásárlása, és a folyamatosan növekvő mértékű nagymennyiségű arany beáramlása egészen 626-ig az avarokra nézve katasztrofális Konstantinápolyi vereségig tartott. Ekkortól kezdve a kaganátus katonailag erősen meggyengült és a bizánci külpolitikában is jelentéktelenebb szerepet töltött be.
Az Avar Kaganátus fénykorában, a 630-as évekig az Enns folyótól a Don folyóig terjedt, és az avarokon kívül szláv, bolgár és germán (gepida) etnikumú törzseket fogott össze.
Körülbelül a 670-es éveket követően változás figyelhető meg a Kárpát-medence „avar” régészeti anyagában, ill. a leletek elterjedése alapján a kaganátus Kárpát-medencén belüli határainak kiterjesztése feltételezhető. Ezen új stílusú leletek az általánosan elfogadott vélekedés szerint az ún. „kései avaroktól” származnak. A régészetben ezt „griffes-indás” hagyatéknak is nevezik, mivel fő díszítőelemeik a griff és az inda volt. A történettudomány egy onogur-bolgár betelepedési hullámot feltételez. Ezt a késő avar kori betelepülést két krónika is megemlíti.
László Gyula szerint azonban a gyors változásokat kiváltó nagyszámú népcsoport a magyarok első csoportjaival azonosítható. Szerinte a később megjelenő Árpád magyarjainál is hasonló köznépi temetőkép jelenik meg (jelenleg a számos keltezhetetlen temető mellett, csak a későbbi nagytemetők leletanyaga keltezhető), továbbá azt is tapasztalta, hogy a „kései avarok” és a honfoglalók szállásterületei kiegészítik egymást. Ezt nyelvészeti alapon (földrajzi nevek etimológiája) és a régészeti leletanyag elemzésével próbálta bizonyítani, ezen eredményei azonban mindkét esetben (módszertani szempontból is) erősen vitathatóak.

#### Az óorosz őskrónika
Az egyik az óorosz őskrónika, vagy másképpen a Nyesztor-krónika, amelyet a 12. század elején írtak, pontosabban különböző dokumentumokból (például oklevelek, hagyomány, görög és bolgár krónikák) „szerkesztettek” Kijevben, és Nyesztor szerzetesnek tulajdonítanak. A krónika szerint – László Gyula értelmezésében – a Kárpát-medencébe Hérakleiosz bizánci császár idején (610–641) települtek be a „fehér ugrok” (mint a kései avarok), majd Oleg kijevi fejedelem idején (879–912) pedig „fekete ugrok” (mint Árpád magyarjai). A Nyesztor által említett „fehér ugrok” valószínűleg az onogurok lehettek. A krónikások a „fekete” jelzővel jelölték ugyanazt a népet, amíg még pogány volt, és „fehér” jelzővel amikor már megkeresztelkedett. A pogány és keresztény jelző esetleg egymástól elszakadt néprészeket is jelölt.
Nyesztorra általában is jellemző (nemcsak a „fehér ugrok” és „fekete ugrok” esetében), hogy több esetben rendkívül ködösen fogalmaz (ld. a „varégok behívása”), amint ez a kérdéses szöveg eredetijének egy fordításából is kitűnik:

„Mikor pedig a szláv nép, mint mondottuk, a Duna mellett élt, a szkítáktól, mégpedig a kazároktól jöttek, akiket bolgároknak neveznek, és letelepedtek a Duna mentén, és a szlávok elnyomói lettek. Majd miután fehér ugrok (magyarok?) jöttek, és örökölték a szlávok földjét, miután elkergették a volochokat (oláhok), akik azelőtt foglalták el a szlávok földjét. Ezek az ugrok ugyanis Hérakleiosz császár korában jelentek meg, aki megtámadta Hozdroj perzsa császárt. És ebben az időben voltak az avarok is, akik harcoltak Hérakleiosz császárral, és kevés híja, hogy el nem fogták… Ezek után jöttek a besenyők, majd a fekete ugrok mentek Kiev mellett, később Oleg idejében… ”

A pontosabb értelmezést tovább nehezíti, hogy szóban forgó bejegyzéshez nem tartozik évszám. (Nyesztor egyébként évszámokkal ellátott bejegyzéseket írt Árpád magyarjairól és néhány bizánci kalandozásról.)

#### Bizánci források
626. július 27-én azonban az avar kagán avarokból, szlávokból, bolgárokból és gepidákból álló serege élén – kihasználva, hogy Hérakleiosz bizánci császár Perzsia ellen harcolt a Közel-Keleten – megjelent Konstantinápoly falai alatt és ostrom alá vette a várost. Konstantinápoly végveszedelemben forgott, ám kitartóan védekezett. Azonban augusztus 10-én a bizánci flotta tönkreverte a szlávok flottáját, és a vereség szétzilálta a várost ostromló seregeket.

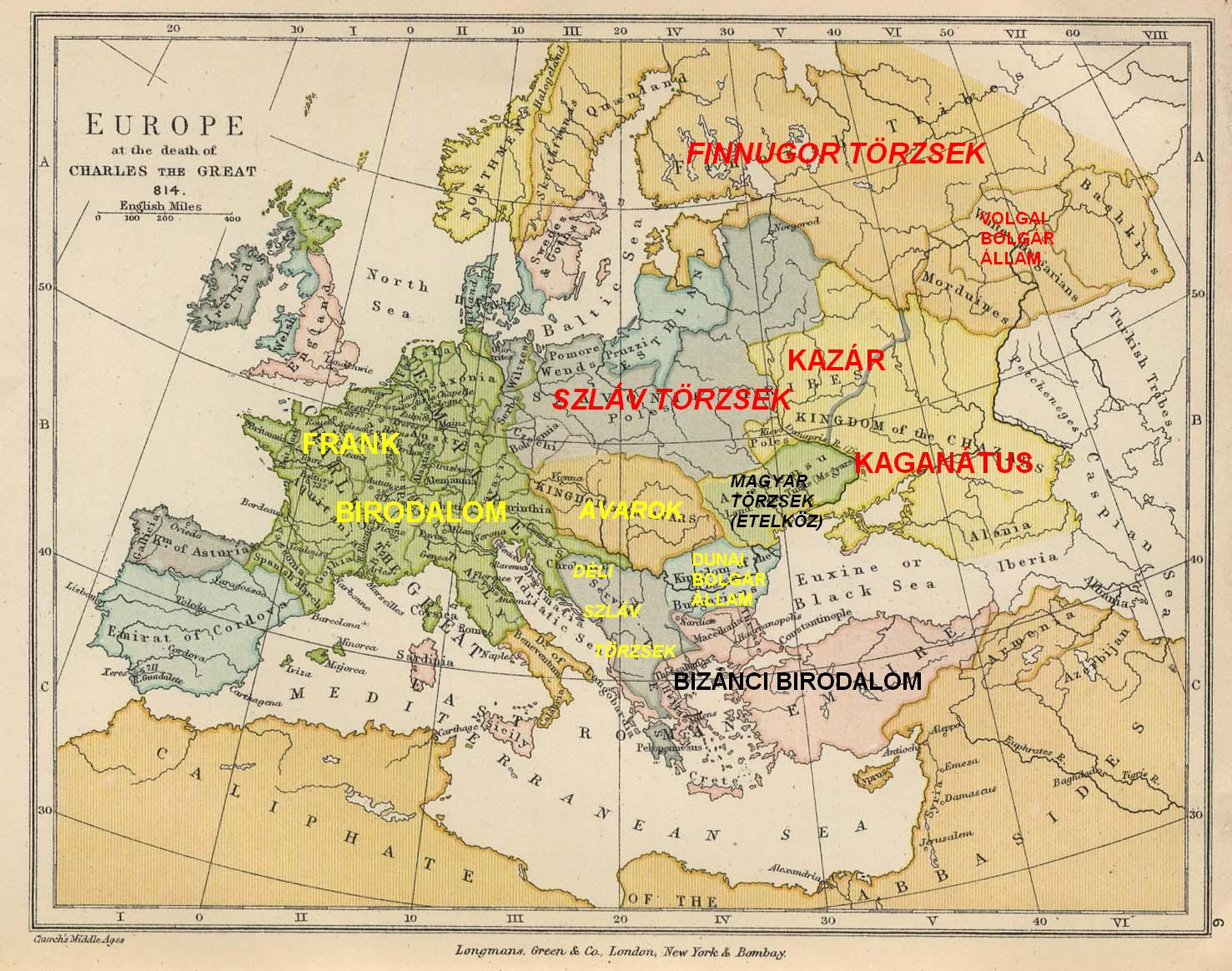
Európa a Nagy Károly halála (814) körüli években

A kagán veresége Konstantinápoly alatt megrengette az avar államot: az alávetett népek, törzsek fellázadtak az avar uralom ellen. Ennek során az onogur-bolgárok Kuvrat vezetésével 635-ben sikeresen függetlenítették magukat az avar kagántól: a Fekete-tenger északi partvidékén megalapították független államukat („Régi Nagy Bulgária”, „Magna Bulgaria”), sőt Kuvrat szövetséget is kötött Hérakleiosz bizánci császárral és Konstantinápolyban felvette a kereszténységet. Ettől kezdve az avar uralom már csak a Kárpát-medencére koncentrálódott.
A fekete-tenger melléki bolgár államot röviddel Kuvrat halála (650 körül) után (670 körül) a kazárok – kihasználva az öt fia közötti viszályt – megdöntötték: Kuvrat öt fia ötfelé vonult a népeikkel. Az egyik csoport Észak-Itáliába; a másik Dalmáciába vonult (ez a két csoport idővel asszimilálódott); a harmadik csoport az Al-Dunához vándorolt, ahol megalapították a mai bolgár állam ősét; a negyedik csoportjuk viszont Kuber vezetésével a Kárpát-medencébe költözött (László Gyula szerint ők lennének a „kései avarok”); az ötödik csoport viszont helyben maradt, kazár fennhatóság alá került, és idővel, a 8. század elején a Volga–Káma vidékére vonulva megalapította ott a volgai bolgár államot.
Róna-Tas András (1931–) történészprofesszor szerint a magyar törzseket a kazárok telepítették az Etelközbe: egyrészt a kaganátus nyugati határainak őrizetére, másrészt pedig a „megbízhatatlan” bolgárok ellenőrzésére. Idővel a magyarok többsége innen indulva foglalta el a Kárpát-medencét 896-ban, míg egy kisebb-nagyobb csoportjuk a „helyben maradó”, majd a Volgához vándorló bolgárokkal maradt, és velük találkozhatott Julianus barát Magna Hungariában 1236-ban.
A kazárok fennhatóságának viszont némileg ellentmond Ibn Ruszta feljegyzése, aki szerint a magyarok vezére „20 000 lovassal vonul ki”, míg a kazárok vezetője „10 000 lovassal vonul ki”. Nehéz elképzelni, hogy a kétszer akkora haderővel rendelkező vezér lett volna alárendelve a gyengébbnek.
Róna-Tas András és más kutatók szerint őseink és a bolgár-törökség közötti együttélés nagyon szoros lehetett, amire nyelvünk nagyszámú bolgár-török (csuvasos) eredetű szava utal: ezek nagy része a földművelésre és állattenyésztésre (de érdekes módon nem a lótartásra – azok ugor kori szavak) vonatkozik, mint például bika, ökör, tinó, alma, körte, búza, eke, kék.
Az is elképzelhető, hogy őseink már a bolgár-törökséggel való együttélés során, vagyis még vándorlásaik közben megismerkedtek a kereszténységgel. A kereszténységgel való korábbi ismerkedést (talán Kuvrat uralkodásától) László Gyula is osztja, mivel Szent István király alatt a magyarok megtérítése nem járt különösebb nehézséggel és az uralkodását követő pogánylázadások sem maga a keresztény vallás, hanem annak „velejárói” (például dézsma) ellen irányultak.

#### Nyugati európai források
László Gyula szerint a negyedik Kuvrat-fiúval nagyszámú magyar (onogur) népesség költözött a Kárpát-medencébe. Az onogur népnév két 9. századi nyugat-európai forrásban bukkan fel. Egyszer II. Német Lajos keleti frank király egy 860-ban kelt oklevelében, mint egy határhegy neve: „marcha uengeriorium”; másszor pedig Widukind krónikájában (A szászok története), ahol azt írja. „…Avares, quos modo Ungarios vocamus…” („az avarokat, akiket most ungaroknak nevezünk”). (Magyarország ill. a magyarok elnevezése külföldön az onogur szóból származik: Hungary (angol), Ungarn (német), Ungheria (olasz), Hongrie (francia) stb.) Ez az idézet arra utal, hogy a frank hadjárat 791-ben csak az avar elit hatalmát dönthette meg, de magát az avarságot nem irthatta ki.

#### A későbbi krónikák tanúsága
Az állítást a különböző középkori krónikák és geszták leírásai igazolják. Ezekben a leírásokban megjelennek a kettős bejövetellel kapcsolatos történetek. Például Anonymus Gesta Hungarorumában a honfoglalást úgy írja le, hogy először a hunok jöttek be, akik a magyarok rokonai, majd utánuk a magyarok. A Tarih-i Üngürüsz krónikása ezt fordította törökre egy régi magyar krónikából: „Amikor abba a tartományba érkeztek (Pannóniába), látták, hogy csodálatosan bőséges folyamai vannak, nagy számban, sok gyümölcse, bő termése van ennek az országnak, és az ő nyelvükön beszélnek (az ottani népek).”
Középkori magyar forrásoknak is lehet olyan olvasata, amelyek szerint a magyarok kettős honfoglalással foglalta el a Kárpát-medencét. Kézai Simon történetíró 700-ra teszi a hunok (mint a magyarok elődeinek) honfoglalását: „A hatodik évszázadban pedig a hunok Szcítiában lakván, úgy elszaporodtak, mint a föveny, s az Úr 700. esztendejében egybegyülekezve, kapitányokat, vezéreket ill. fejedelmeket választottak maguk közül, hogy együttesen, egy szívvel-lélekkel foglalják el a nyugati országokat”.< Kézai később így ír a székelyekről: „Ezek a székelyek ugyanis a hunok maradványai, akik mikor hírét vették, hogy a magyarok másodszor is visszatérnek Pannóniába, elébük mentek Oroszország végeire, és miután együttesen Pannóniát elfoglalták, abban részt kaptak, …”
A Képes krónika pedig 677-re teszi Árpád magyarjainak bejövetelét. Bár a két forrás mást és mást mond, ám László Gyula szerint mégis van bennük valami közös.

### Szlávok
A szlávok körülbelül az avarokkal egy időben kezdtek letelepedni a Kárpát-medence körül, illetve annak belső peremén. Egyesek szerint ez nem véletlen: egyrészt maguk az avarok telepíthették le őket a Kárpát-medence peremén, mint a nekik alávetett népekből szervezett gyepű részeként (Anonymus szerint később hasonlóan cselekedett Zolta vezér is: „a Mosony nevű fertőn túl nem kevés besenyőt is letelepített országának védelmére, hogy valamikor a jövőben a rajtuk esett sérelem miatt dühösködő németek a magyarok határait el ne pusztíthassák.”.) Másrészt pedig (a 630-as évek után) a Bizánci Birodalom is telepítette őket maga és az avar állam közé védelmi megfontolásokból: belátva, hogy nem bírnak a szláv törzsek offenzívájával – így régi római mintára „bizánci végeket”, a bizánci hatalmat formálisan elismerő „szklaviniákat” szerveztek a Balkán jórészéből. A Kárpát-medencét övező szláv népek gyűrűje nagyrészt ma is megvan: nyugaton egykor a karantánok (a mai szlovének ősei) zárták („frank végek” – az ő nevüket őrzi Karintia osztrák tartománynév); keletre és délkeletre pedig a sztyeppei veszedelem fokozatos elmúltával (a 13–14. században) beköltöztek a románok.
A szlávok az avar uralom megszilárdulásával a Kárpát-medence belsőbb területein is megtelepedtek, azonban László Gyula szerint a Kárpát-medence belső részein a szláv népesség csak egyes helyeken lehetett számosabb, mivel szláv eredetű helységnevekből viszonylag kevés található a Kárpát-medencében. Emellett szól, hogy a Kárpát-medence az avar kori szláv leletekben nagyon szegényes. Egyetlen kivétel a Zalavárott talált maradványok a 9. századból, ahol feltehetően Pribina (847–862) és Kocel (862–876) szláv kliensfejedelmek uralkodtak a frank uralkodók jóvoltából. Az is kérdéses, hogy a 9. század eleji bolgár hódítással (amikor a Krum bolgár kán (803?–814) vezette dunai bolgár állam délről megtámadta az avarokat 805-ben) bolgár-szláv vagy bolgár-török népesség települt-e a Kárpát-medence déli részébe? (A szóban forgó népesség temetkezési szokásai alapján úgy tűnik, hogy bolgár-török népességről lehet szó.)
A kárpát-medencei avar uralmat Nagy Károly frank uralkodó 795/796-os pannóniai hadjárata döntötte meg. Ennek eredményeképpen alakult meg a Dunántúlon a pannóniai frank őrgrófság, amelyet szláv kliensfejedelmek vezettek. Kihasználva a frank hadjáratot, Krum bolgár kán 805-ben elfoglalta Erdély déli részét a Maros folyóig (az ottani sóbányák miatt), amely területen „bolgár végeket” szerveztek. A Kárpát-medence északnyugati része pedig a Morva Fejedelemséghez tartozott a Garam folyóig. A történetírás azt tartja, hogy ezen hadjáratok után a kárpát-medencei avarság elpusztult vagy asszimilálódott az itt élő szlávságban, és ezzel mintegy „nyomuk veszett”. (Egy régi orosz évkönyvben a nyomtalan eltűnés szinonimájaként maradt fenn egy közmondás: „pogibosa, aki obre” – „eltűnt, mint az avarok”.)

### Avarok a 9. századi Kárpát-medencében?
Újabban a korabeli források felülvizsgálata és régészeti leletek alapján arra következtetnek, hogy az avarság korántsem tűnt el „nyomtalanul” a Kárpát-medencéből, amint azt korábban gondoltuk. Olajos Terézia kutatásai alapján az alábbi forrásokra támaszkodva azt tartja, hogy az avarság a Dunántúlon megérte legalább a 870-es éveket, az Alföldön a magyar honfoglalást, horvát területeken pedig a 950-es éveket.

#### Bizánci források
- Bizánci források említést tesznek a bolgár hadseregben szolgáló avar zsoldosokról Krum kán 811-es és 814-es Bizánc elleni hadjáratában.
- Egy korabeli püspökség-lista („Notitia episcopatuum”), és a keresztények lakta országokat ill. népeket összefoglaló mű („Additio patriarchicorum thronorum”) a 9. századi avarságot a római pápa fennhatósága alá tartozó keresztény népként említik.
- Bíborbanszületett Konstantin bizánci császár (913–959) „A birodalom kormányzása” („De administrando imperio”) című művének 30-31. fejezeteiben így arról, ahogy a horvátok megszerezték országukat az avaroktól: „Pár évig harcoltak egymással, majd a horvátok bizonyultak erősebbnek: az avarok egy részét megölték, a többieket pedig meghódolásra kényszerítették. Ettől fogva ez a terület a horvátok hatalmába került, ám máig vannak Horvátországban az avarok közül valók s ezek avar mivolta felismerhető.” Olajos Terézia szerint az avarokra utalnak a Száva és az Adriai-tenger közötti területen az olyan helynevek, mint pl.: Obrov, Obrovo, Obrovac, Obre, Obri.

#### Nyugati források
- Az Annales regni Francorum említést tesz avar követekről a 822. évi frankfurti birodalmi gyűlésen.
- A „A bajorok és karantánok (karintiaiak) megtérése” („Conversio Bagoariorum et Carantanorum”) c. latin nyelvű munka 3. fejezetében a következő sorok olvashatók: „…azokat (tudniillik az avarokat) , akik az igaz hitnek engedelmeskedtek és elnyerték a keresztséget, a királyok adófizetőivé tették, és földjüket, amelyet ott maradva birtokolnak, mind a mai napig (usque in hodiernum diem) megtarthatják a királyi adó fizetése fejében”. Olajos Terézia szerint az idézett sorok egy pannóniai, a bajoroktól és szlávoktól különböző népről szólnak, és a kérdéses sorokat olyan egyházi ember írhatta, aki Kocel (862–876) kliensfejedelem főpapja volt. A legtöbb kutató egyetért abban, hogy a mű 870/871-ben keletkezett.
- Regino prümi apát – mint kortárs – így ír a magyarok honfoglalásáról:

„Az említett népet (a magyarokat) tehát a mondott vidékről (Szkitiából), saját lakhelyeikről kiűzték a vele szomszédos népek, akiket besenyőknek neveznek, mivel számban és vitézségben is felülmúlták őket, és mivel – mint előre bocsátottuk – a szülőföld nem volt elég az ottlakásra a túláradó sokaságnak. Amazok vadsága elől megfutamodva, útra keltek tehát, búcsút mondva hazájuknak, hogy olyan földet keressenek, amelyen lakni tudnak és megtelepedhetnek. És először a pannonok és avarok pusztáit bekóborolva (Et primo quidem Pannoniorum et Avarum solitudines pererrantes) vadászattal és legeltetéssel keresik meg mindennapi megélhetésüket. Azután a karantánok, a morvák és a bolgárok határaira törnek sűrű ellenséges támadásokkal, karddal csak keveseket, de sok ezreket ölnek meg nyilaikkal, amelyeket olyan ügyesen lőnek ki…”

### A magyarok megjelenése

#### A besenyő támadás

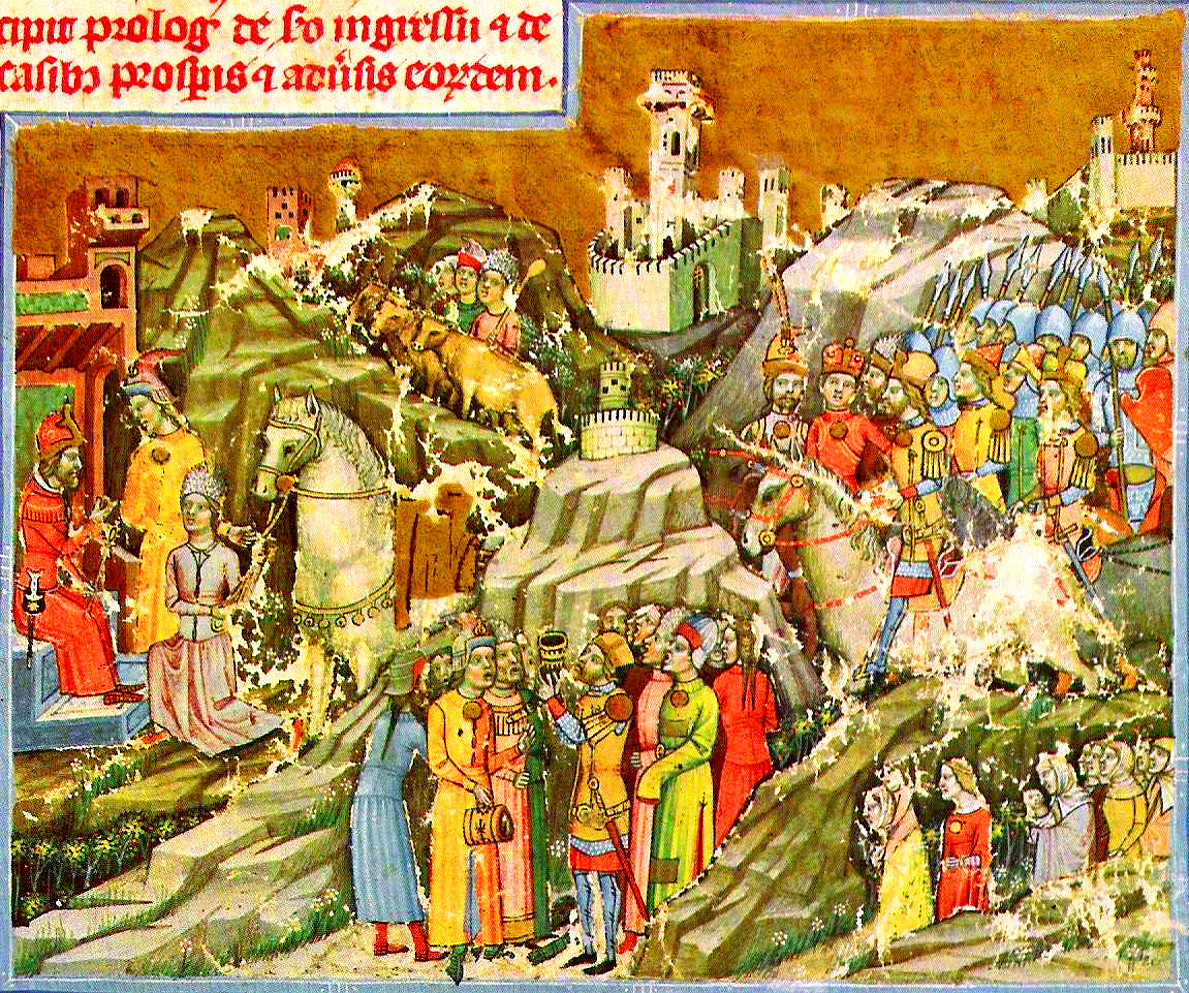
A honfoglalás ábrázolása a Képes krónikában

Az elfogadott vélekedés szerint a 896-os honfoglaláshoz a besenyők támadása adta a közvetlen okot. Ezt Bíborbanszületett Konstantin Regino prümi apáthoz hasonlóan írja le:

„… a kabarok a türkökkel a besenyők földjére telepedtek le. Ezután Leó, a Krisztus-szerető és dicső császár hívására átkeltek a Dunán és megtámadván Simeont, teljesen legyőzték, (…). Miután azonban Simeon újból kibékült a rómaiak császárával és bátorságban érezte magát, a besenyőkhöz küldött, és megegyezett velük, hogy leverik és megsemmisítik a türköket. És amikor a türkök hadjáratra mentek, a besenyők Simeonnal a türkök ellen jöttek, családjaikat teljesen megsemmisítették és a földjeik őrzésére hátrahagyott türköket gonoszul kiűzték onnan. Miután pedig a türkök visszatértek, és földjüket ilyen pusztán és feldúlva találták, letelepedtek arra a földre, melyen ma is laknak, (…). Azt a helyet pedig, amelyen a türkök korábban voltak, az ott keresztülmenő folyó nevéről Etelnek és Küzünek nevezik, s mostanában a besenyők lakják. A türkök pedig a besenyőktől elűzetve, elmentek és leteleptek arra a földre, amelyen most is laknak.”

A Fuldai évkönyvek (Annales Fuldenses) így írnak erről:

„A görögök ebben az évben (896) békét kötöttek az avarokkal, akiket magyaroknak neveznek; ezt a velük szövetséges bolgárok rossz néven vették, és ellenséges haddal felkeltek ellenük, (…). Ennek megbosszulására a görögök (…) átszállítják őket (az avarokat) a Dunán, a bolgárok országába. Azok pedig, miután átszállították őket, erős sereggel megtámadták a bolgárok népét, s nagy részüket levágva a halálba küldték. Amikor ezt (a görög) hadjáratba bevetett bolgárok meghallották, teljes sietséggel visszatértek, hogy hazájukat a támadó ellenségtől megszabadítsák. Nyomban megütköznek velük, de vereséget szenvednek. Másodszor is megpróbálják hasonló módon megszerezni a győzelmet, de másodszor is nélkülözniük kellett azt.” Végül „(…) kemény ütközetbe bocsátkoztak, és bár mindkét fél a legelkeseredettebben harcolt, végre az Isten könyörületessége folytán a győzelem, bár sok vér árán a keresztényeknek adatott. Mert ki tudná a pogány avaroknak ezekben az ütközetekben elszenvedett vereségét számba venni és elmondani, mikor a bolgárok közül is, akikhez a győzelem pártolt, szám szerint húszezer lovas vágatott le.”

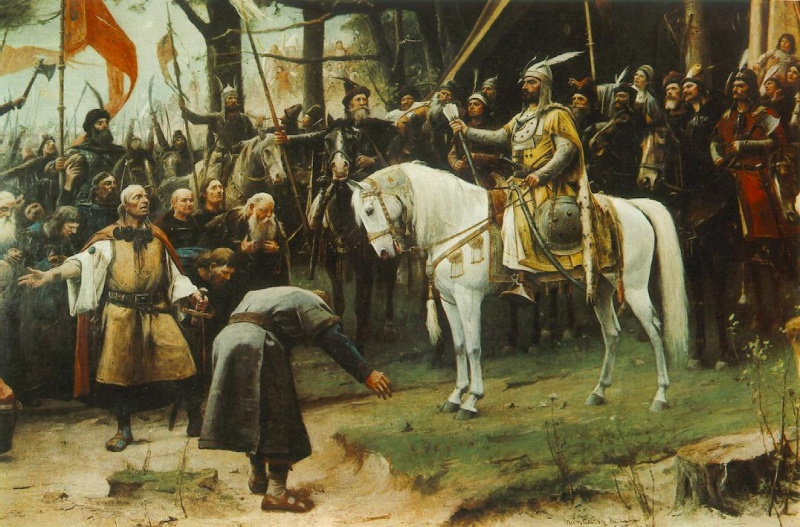
A honfoglalás romantikus ábrázolása (Munkácsy Mihály)

A fentiek ellenére László Gyula nem osztja azt a nézetet, hogy Árpád magyarjai űzött, vert hadként, a besenyők elől menekülve hajtották végre a honfoglalást. Bár két független forrás is megemlíti a besenyőkkel vívott csatározásokat (amelyekhez azonban tudni kell, hogy Regino Lotaringiában élt, és Konstantin császár pedig jó ötven évvel később jegyezte le az eseményeket), az viszont több okból sem valószínű, hogy ezek katasztrofális következményekkel jártak volna:
- Egyrészt, mivel a Kárpát-medencébe nők nélkül érkező férfinépesség a feltételezett szlávság között 1-2 nemzedék alatt teljesen asszimilálódott volna (akár a dunai bolgárok). (Kivéve persze, ha az itt élő (feltételezett szláv) népesség nem volt számos vagy nem is szláv nyelvet beszélt.)
- Másrészt a feltárt honfoglalás kori temetők leletanyaga teljes népesség ideérkeztét mutatja. A sírokban közel azonos a férfiak és nők száma, és a nők magyar „népviseletben” vannak eltemetve, továbbá a sírokban a nők és a férfiak között – a nemi jegyeket leszámítva – nincsenek embertani különbségek. Életkor szempontjából is kiegyensúlyozott az eloszlás, a gyermekektől az idősekig.
- Harmadrészt pedig a magyar seregek már szinte rögtön a honfoglalás után elkezdték kalandozó hadjárataikat, amelyekkel rettegésben tartották Nyugat-Európát: tönkrevert seregekkel, megfogyatkozott ember- és lóállománnyal ez nem lett volna lehetséges. A kalandozások néhány „fegyverténye” a honfoglalás utáni 15 éven belül:

1. 899. szeptember 24-én Észak-Itáliában, a Brenta menti csatában egy ötezer fős magyar csapat tönkreverte I. Berengár itáliai király (887–924) tizenötezer fős hadseregét, amelyből csak „kevesen tértek vissza.”
2. 902-ben a Morva Fejedelemség a magyarok támadásainak eredményeképp megszűnik létezni. A Sváb Évkönyvek 902-es bejegyzése: „Háború a magyarokkal Moráviában s az ország legyőzetett.”[37] – „usque ad solum – a föld színéig”. (Az a Morávia, „amellyel fél évszázadon át még bolgár segítséggel sem bírt a keleti frank birodalom.”[38])
3. 907. július 4-5-6-án Pozsony (akkor Brezalauspurch) mellett a bajor herceg hadseregével szemben magyar győzelemmel végződött csata megmutatta, hogy a Kárpát-medencében megtelepedett magyaroknak arra is volt katonai potenciálja, hogy a saját területeit sikeresen megvédje. A csatában a több ezer ellenséges harcos mellett elesett a bajor herceg, 19 grófja, a salzburgi érsek, 2 püspök és 3 apát.
4. 908. augusztus 3-án a türingiai Eisenach mellett szétverték a türingiai őrgróf seregét, maga az őrgróf is életét vesztette a csatában.
5. 910 júniusában a Keleti Frank Királyság főerőit verik tönkre, mielőtt azok egyesülnének: először június 12-én Augsburg mellett a sváb-alemann seregeket (első augsburgi csata), aztán június 22-én pedig Rednitz mellett a frankokat. Mindkét csatában elesnek az ellenséges seregek fővezérei is.[39]

A fentiek miatt László Gyula tartja, hogy a besenyőkkel (a Fuldai Évkönyvek szerint pedig a bolgárokkal) vívott harcok jelentéktelen csetepaték lehettek, amelyeket valamely krónikás(ok) nagyíthatott fel.
Mások szerint a Kárpát-medence déli része bolgár gyepű volt, a Dunántúl részben a keleti-frank állam, részben pedig a Morva Fejedelemség peremterületéhez tartozott. A Kárpát-medence tehát egyrészt nem volt nagyon védett terület, másrészt pedig a három nagyhatalom háborúi miatt meggyérült lakossággal sem kellett a magyaroknak véres küzdelmeket vívni.

#### A kárpát-medencei szlávok asszimilációja
Szintén az általánosan elfogadott vélekedés szerint a 9. század végén a kárpát-medencei szlávságra Kristó Gyula (1939–2004) szerint szláv nyelvi túlsúllyal jellemezhető szláv, avar és onogur népességre) telepedtek rá az Árpád vezette honfoglaló magyarok, amely most már ezt a népességet asszimilálta, mivel – a történészek feltételezése szerint – a Kárpát-medence ritkán lakott térség volt akkoriban, hiszen Nagy Károly hadjárata során a 7. és 8. század fordulóján az avarok nagy része elpusztult. Ez László Gyula szerint több okból is kétséges:
- Egyrészt, mivel a Kárpát-medencében egyáltalán nem általánosak a szláv helységnevek, azok inkább csak az északi részeken (például Nógrád, Visegrád) ill. a Dunántúl egyes más területein (például Tapolca) gyakoribbak.
- Másrészt pedig azért, mert – mint erről fentebb szó volt –, ha egy viszonylag kisszámú hódító települ egy nagyobb létszámú alapnépességre, akkor szinte mindig a hódítók veszítik el a nyelvüket.
- Harmadrészt pedig azért, mert az Árpád-kori szolganeveink nagy része a korabeli oklevelek szerint – a keresztény neveket nem számítva – magyar. A dömösi apátság 1138-ban kelt oklevelében például a következő szolganeveket olvashatjuk: Álmos, Mazug, Szemét, Bika, Korpás, Bandi, Farkas, Fekete, Kakas.,[41] Haláldi, Maradék, Gyökér, Süllő, Vasas, Sima, Nyomorék, Vendég, Ajándék, Bökény[42]

Nagyrészt ezek miatt tartja László Gyula, hogy a Kárpát-medencét az avar uralom után is a „kései avarok” (akik az elmélete szerint tkp. „korai magyarok”) töltötték ki nagy számban, helyenként (például a mai Zala és Nógrád vármegyék tágabb környezetében) nagyobb tömegű szlávsággal.

#### Hét törzs vagy tíz?

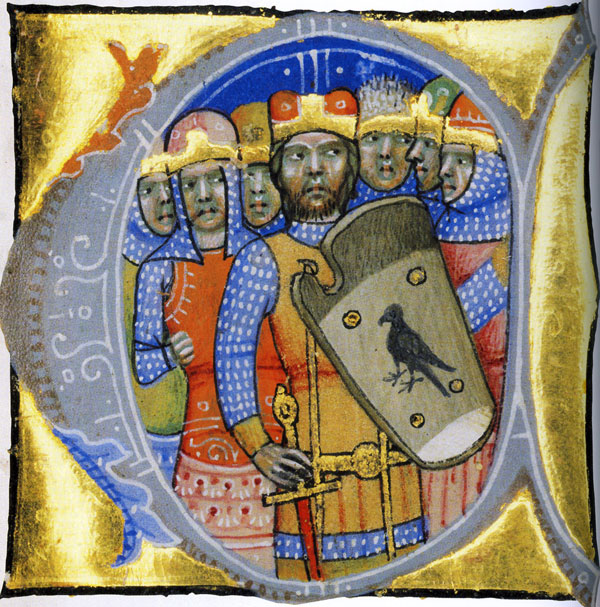
A hét vezér és a turul ábrázolása a Képes krónikában

Bíborbanszületett Konstantin (913–959) szerint Árpád magyarjai, „A türkök hét törzsből állottak, de sem saját, sem idegen fejedelem felettük soha nem volt, hanem valamiféle vajdák voltak közöttük…” (Az egyes törzsek nevei, emlékeztetőül: nyék, megyer, kürtgyarmat, tarján, keszi, jenő, kér.) Azonban a középkori magyar krónikák már nem szólnak róluk. Ezt többen azzal magyarázzák, hogy akkorra már feledésbe mentek a törzsek nevei. László Gyula szerint viszont Árpád honfoglalásának idejére a törzsek jelentősége lecsökkent a „kései avarok között”, azok már csak a településnevekben éltek tovább.
Maga az „onogur” török kifejezés is „tíz ogur” (törzset) jelent, ebből jön a szláv venger elnevezés is, ami azonban magyar átvétel lehet, mivel a tízes szám a korai magyarban van vagy ven alakú volt. A tízes szám jelentősége Szent István alatt is megmaradt mind a közigazgatásban (minden tíz falu építsen egy templomot, ill. Szent István tíz püspökséget alapított), mind a hadászatban (tizedes, százados, ezredes). A településneveink vizsgálata nyomán László Gyula szerint egykor törzsnevek lehettek a Tárkány, Varsány és a Székely elnevezések.
László Gyula szerint erősen feltételezhető, hogy törzsneveink jórésze nem is magyar eredetű. Németh Gyula úgy véli, hogy csak a nyék és megyer törzsnevek finnugor eredetűek, a többi török. A gyarmat és jenő törzsnevek pedig Baskíriában is kimutathatók. Ebből az is következik, hogy a vérszerződést nem feltétlenül egy etnikumhoz tartozó törzsek kötötték, hanem inkább rokon etnikumok ill. nem rokon, de egymáshoz csatlakozott törzsek (talán éppen ezért volt szükség a közöttük levő szövetség megpecsételésére egy „erősebb” szerződés). A hét vagy tíz törzs közül azonban a Megyer törzs lehetett a legnagyobb lélekszámú, mivel a magyaroknak ő „adta” a népnevet.

#### Nyelvünk szláv eredetű szavai és a kereszténység
László Gyula szerint nem lehet egyértelműen eldönteni, hogy a magyar szókincsbe mikor került bele a szláv szavak sokasága (mint pl.: bárány, birka, kacsa, galamb, bab, barack, gabona, zab, gerenda, kemence, kémény, pad, csizma, kapca, nadrág, szoknya, ebéd, uzsonna, vacsora, galuska, kalács, szerda, csütörtök, péntek, szombat, csizmadia, esztergályos, kovács, mészáros, kalapács, kasza, vödör): de egyesek szerint úgy tűnik, hogy ezek délszláv eredetűek. László Gyula úgy véli, hogy a szláv eredetű szavaink a 896-os honfoglalás előtt (a „kései avarok” és a szlávság együttélése során), míg az általánosan elfogadott vélekedés szerint utána kerültek a nyelvünkbe a szlávsággal való állandó érintkezés nyomán. Egyes szavak szláv eredete egyébként is kétséges. Például a birka szláv eredete mellett a borjú és bárány szavakat töröknek ismerik el. A három szó közös rokonaként határozható meg az ótörök buzaγu, amiből az ogur–oguz r-z hangmegfelelés alapján *buraγ szótő rekonstruálható. Így ez a szó a szláv nyelvekben átvétel a magyarból.
László Gyula úgy vélekedik, hogy a magyarok (mármint a „kései avarok”) már jóval a 896-os honfoglalás előtt megismerhették ill. felvehették a nyugati kereszténységet (esetleg egyes elemeit még a sztyeppei vándorlás során). Ezt ő a következőkkel magyarázza:
- A keresztény egyházzal, egyházszervezettel kapcsolatos szavaink (például apát, apáca, eretnek, húsvét, karácsony, kereszt, szent) szinte teljesen (dél)szláv eredetűek, viszont a hitvilágra vonatkozó szavaink (mint például lélek, imád, menny, isten, ördög stb.) ősi eredetűek, őket már „magunkkal hoztuk” a Kárpát-medencébe. Ez egyrészt azt jelenti, hogy őseinknek már jóval a Kárpát-medencébe való beköltözés előtt rendkívül összetett hitviláguk volt, másrészt pedig azt, hogy a kereszténységet délszláv, és nem német vagy itáliai térítőktől vettük át.
- Ha népünk – mint az általánosan elfogadott – Szent István idején vette volna fel a kereszténységet, mint egy teljesen idegen vallást alig egy-két generáció alatt, akkor az igen nagy ellenállást váltott volna ki: ám ilyesmiről nem szólnak a krónikák. A Szent István halála után kitörő pogánylázadások pedig nem maga a keresztény vallás, hanem annak „velejárói” és kötöttségei (például a papok, püspökök, dézsma, kötelező templomba járás) ellen irányultak. Mivel a kereszténység felvétele nem járt ellenállással, ezért ez azt jelentheti, hogy őseink már jóval több generációval Szent István előtt megismerték ill. felvették azt.

Krónikáink szerint Géza fejedelem a Német-római Birodalom és Itália területéről hívott térítőket és egyházi vezetőket. László Gyula szerint ők csak a fejedelmi elitet téríthették meg, továbbá kiépítették Magyarországon a nyugati egyházszervezetet: vagyis az elit elkötelezettségét jelképezték Róma felé Bizánc helyett.

## Kettős motívumok a „kései avarok” és a magyarok kultúrájában

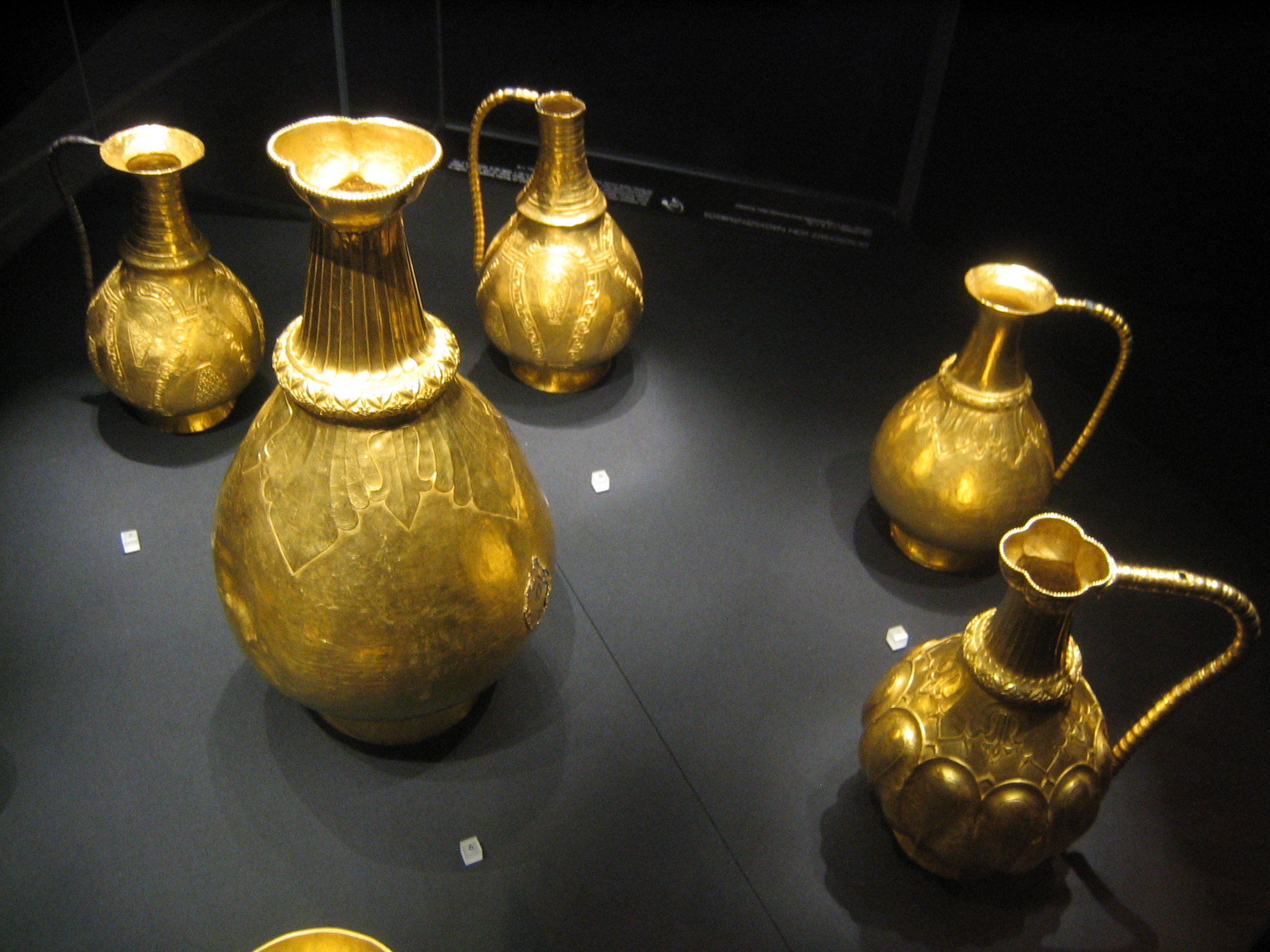
A nagyszentmiklósi aranykincsek egy része a Bécsi Művészettörténeti Múzeumban

A teljes, 23 darabból álló arany kincslelet össztömege kb. 10 kg, a megtalálása (1799) után sokáig azt hitték, hogy Attila kincse, majd bolgárnak tartották. László Gyula is írt könyvet a kincsekről, szerinte honfoglalás kori magyar fejedelmi kincsleletről van szó. A régészettudomány azonban mára kétségtelenül bizonyította a különböző korban készített edények avar kori eredetét.
László Gyula szerint a magyar nép mondavilágára és annak szimbolikájára egy sajátos kettősség jellemző. Szerinte ennek az az oka, hogy népünknek törökös és finnugor gyökerei vannak, amit az is kifejez, hogy krónikáink hun-török ősökről írnak, a nyelvtudományunk pedig a finnugor nyelvrokonságot hirdeti (amit László Gyula nem is vitat).
Őstörténetünk két ága közül legjobban a finnugor vonalat dolgozták ki, és ez alapján a legtöbb kutató tartja, hogy a „magyar őstörténet alapja az a nyelvtudományi megállapítás, hogy a magyar nyelv az uráli nyelvcsalád finnugor csoportjának ugor ágából származik”. Ezzel szemben őstörténetünk törökös ága teljes homályban van. További kettősség, hogy bár a nyelvünk finnugor származású, ősi eredetű dalaink török jellegűek.

„Eddigi tudásunk szerint ugyanis a magyarság az egyetlen törökös szervezetű nép, melynek olyan jelentős finnugor eredetű alaprétege volt, hogy az a maga nyelvét a török nyelv rovására érvényesítve, az egész népközösséget – ha nagyszámú török eredetű kölcsönszó megmaradásával is – finnugor nyelvűvé tehette. ”

Ennek magyarázata az lehet, hogy a magyarok ősei egykor sztyeppei peremnépek lehettek, akik egy bolgár-török nyelvű nép uralma alá kerülhettek. Ezek alapján legalábbis több alapja lehet annak, hogy a bizánci források „türköknek” neveztek minket.

### A griffes és indás díszítések
Már szó volt arról, hogy a „kései avarokat” régészetileg az ún. „griffes-indás” díszítések különböztetik meg. László Gyula szerint ezen (és más, később tárgyalandó) motívumok arra utalnak, hogy maguk a „kései avarok” is többféle etnikumból állhattak. Maga a griffes motívum egy belső-ázsiai, az indás motívum pedig a Volga-menti eredetre vezet. Azt László Gyula sem tudja, hogy mikor és hol keveredhettek össze (talán a Volgánál?), mindenesetre a hazai leletekből idővel eltűnnek a griffes díszítések. Végezetül pedig más régészeti leletek alapján László Gyula feltételez egy kaukázusi eredetű vezető réteget is (alán?), amely később telepedhetett a „griffes indás” népességre.

### A csodaszarvas és a turul
László Gyula szerint a fenti kettősség jelen van a magyarok ősi szimbolikájában: ezt pedig a turul és a csodaszarvas mutatja. Az előbbi sztyeppi, az utóbbi pedig erdei környezetből való eredetre utalhat. Talán a bolgár-törökséggel való együttélés korából származik a Meotisz mocsaraiban a csodaszarvasra vadászó Hunor és Magor mondája, akik a Belár (bolgár?) és Dula (alán) fejedelmek lányait vették el. A Dula név származhat a bolgárok, vagyis az onogurok uralkodó dinasztiája, a Dulo-klán nevéből is. A Hunor név pedig eredhet az onogur népnévből.

### A leányrabló kun harcossal küzdő Szent László legendája

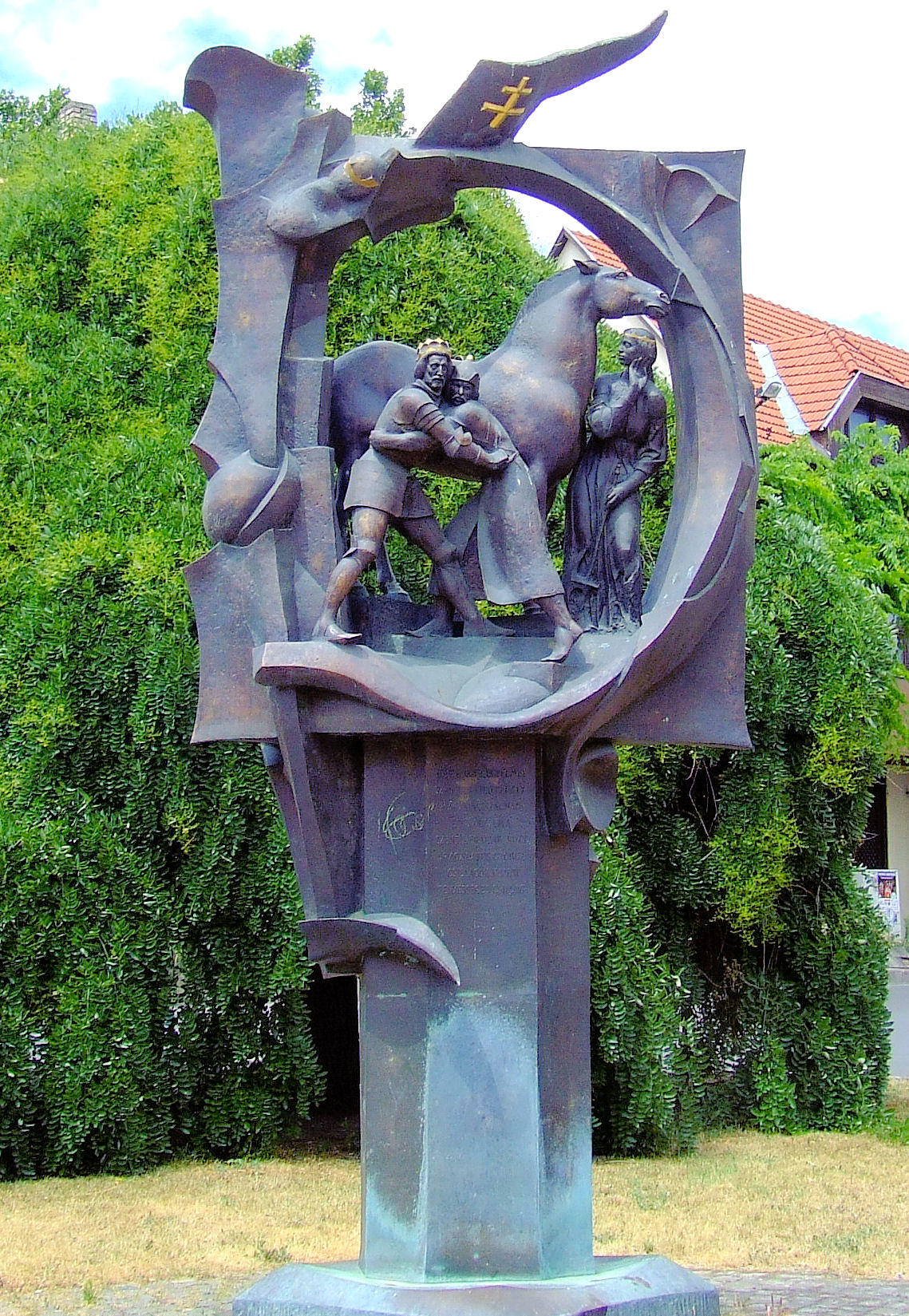
Szent László király harca a leányrabló kun vitézzel (Szekszárd)

László Gyula szerint a leányrabló kun harcossal megküzdő Szent László legenda szimbolikája visszavezethető a belső-ázsiai eredetű jó és rossz, világosság és sötétség közötti küzdelemre. Szerinte ilyen küzdelmet ábrázol a Nosza-pörösi avar kori bogozón lévő csontkarcolat is. A kopottság és a kidolgozottság korlátai miatt azonban az ábra pontos értelmezése kérdéses.
Szintén belső-ázsiai eredetre vezethető vissza az avar kori mokrini csonttégelyen fellelt világfa (életfa, égig érő fa) motívum is.[pontosabban?]

## László Gyula felvetéseinek kritikái
László Gyula elméletét a kettős honfoglalásról a tudományos körök elutasíják, viszont helytállónak tartanak egy onogur-bolgár betelepülést a 670-es években. Azt is vitán felül elismerik, hogy Árpád magyarjai a honfoglalás előtt szorosabb kapcsolatban lehettek onogur-bolgár népességgel. László Gyula fentebb felsorolt érveit a kettős honfoglalás elmélete mellett azonban jórészt nem fogadják el. Az elmélet főbb gyenge pontjai a következők:

### Hiányoznak a „kései avar” leletek a 9. századból
Régészeti leletek nem igazolják (vagy csak nagyon kis számban), hogy a „kései avarok” megérték volna Árpád magyarjainak bejövetelét. Márpedig az nagyon kevéssé valószínű, hogy a Kárpát-medencét korábban szinte teljesen kitöltő népességnek rövid idő alatt nyoma veszik, főleg úgy, hogy ennek nincs nyoma a korabeli krónikákban. Az igazság azonban az, hogy a 9. századból általában is nagyon kevés lelet ismert a Kárpát-medencéből.
Az avar hatalom számára az általánosan elfogadott vélekedés szerint az utolsó csapást Krum bolgár kán hadjárata jelentette. Utoljára 822-ben hallunk róluk, amikor az avar követek megjelennek a Frank Birodalom frankfurti birodalmi gyűlésén. Ennek ellenére az avar népesség töredékei még bizonyíthatóan fennmaradtak a 10. századig: „Hol és mennyi idővel élte túl a Közép-Duna-medencében a 800 körüli éveket az avarság? … A Dunántúlon legalább a 870-es évekig, a magyar Alföldön Árpád honfoglalásáig, Horvátországban pedig a 950-es évekig éltek avarok.” 

### Nem tudni pontosan, hogy a „griffes-indások” honnan jöttek
Azt László Gyula is elismeri, hogy nem tudja pontosan: honnan jöttek a „griffes-indások”, erről neki is csak feltevései vannak. Egy ilyen szerint talán a magyarok ősei Volga középső folyása mentén, annak jobb partján élhettek. (A történészek által elfogadottabb elképzelés szerint az őshaza a Volga, Káma és Belaja folyók között, az Urál-hegységtől déli részétől nyugatra, nagyjából a mai Baskír Köztársaság területén volt (kusnarenkovói kultúra): a László Gyula által feltételezettől kb. 1000 km-re keletebbre.) A folyam bal partján pedig a bolgár-török (csuvasos) nyelvet beszélő baskírok ősei. Az itt elő magyarok („szavárdok”) a 7. század folyamán a kangarok (besenyők) támadása (erről Bíborbanszületett Konstantin ír) során három részre szakadhatott: egy részük nyugat felé vonult (ők lennének az „első honfoglalók”, a „kései avarok”); egy másik részük dél felé, a Kaukázus déli lejtőire vándorolt (belőlük lehettek az ún. szavárd magyarok); a harmadik részük pedig helyben maradt, ám később mégis felkerekedett: ők lehettek a „második” honfoglalók (Árpád népe). A helyben maradt töredékkel találkozhatott Julianus barát 1235-ben.

### Nem tudni pontosan, hogy Árpád magyarjai milyen nyelvű népességet találtak
Azt László Gyula is elismeri, hogy semmi sem bizonyítja, hogy Árpád magyarjai magyarul beszélő népességet találtak a Kárpát-medencében. Erre az ellenvetésre viszont azt válaszolja, hogy arra vonatkozóan sincs egyértelmű bizonyíték, hogy Árpád magyarjai milyen nyelven beszéltek.
Azon a feltételezésen túl, hogy mind Árpád magyarjai és mind a „kései avarok” magyarul beszéltek, László Gyula szerint nagyon is elképzelhető, hogy Árpád magyarjai (vagyis a fejedelmi elit) valamilyen török nyelvet beszéltek és a magyar nyelven beszélő „kései avarok” asszimilálták őket – vagy pedig mind a ketten valamilyen egymáshoz közeli rokon nyelvet beszéltek. Ha azonban ugyanazt a nyelvet beszélték mind a korai és mind a kései magyarok, akkor viszont jelentkeznie kellett volna a nyelvükben a 250-300 év különbségnek. Mindenesetre egyértelmű nyelvészeti bizonyítékok nélkül ez a kérdés sajnos nem dönthető el.
Az mindenesetre biztosnak tűnik, hogy sem a „kései avarok”, sem Árpád magyarjai nem alkottak etnikailag homogén népességet. Egyes antropológiai vizsgálatok alapján úgy vélik, hogy Árpád magyarjaiban a vezető réteg és a köznép más-más embertípusba (turanid ill. europid) tartoztak. A legújabb antropológiai kutatások szerint azonban az Árpád fejedelemmel a Kárpát medencébe érkezett magyarok embertani szempontból sokkal egységesebbek voltak: turanid vonásokat mutatott, amelyekkel a korai bolgárokra hasonlított. Ez viszont, a kutatást végző Fóthi Erzsébet szerint „nem feltétlenül jelentik a két népcsoport azonosságát, legfeljebb azt, hogy mindkét népcsoport ugyanabból a genetikai bázisból „merítve”, ugyanolyan antropológiai jellemzőkkel bíró alcsoportok keveredésével alakult ki.”
Györffy György történészprofesszor László Gyula antropológiai és régészeti bizonyítékait „meggondolkoztatónak” tartja, de szerinte csontmaradványokból és a mellettük talált tárgyakból nem lehet egyértelműen eldönteni, hogy azok az emberek egykor milyen nyelvet beszéltek ill. milyen etnikumhoz tartoztak. Szerinte főként azért nem, mert a sztyeppei népek életmódjukat, gazdasági életüket, tárgyi kultúrájukat, társadalmukat tekintve rendkívül hasonlóak és embertanilag kevertek voltak, függetlenül attól, hogy milyen nyelvet beszéltek – bár jórészt a nyelveik is rokonságban álltak egymással. (Györffy György emellett a László Gyula által felhozott írásos forrásokat sem fogadja el bizonyítékként arra, hogy a 670-es években magyar népesség költözött volna a Kárpát-medencébe.)

„Elvben nem megengedhetetlen egy olyan feltevés, hogy a Kárpát-medence feltételezett régi ugor nyelvcsaládbeli többsége határozta meg a kialakuló nép nyelvét olyanformán, mint ez a szláv többségre települt bolgárok esetében bekövetkezett, de ugor nyelvnek e térségben semmi nyoma, és az is meggondolandó, hogy az újonnan összeálló nép nevét e korban nem az elnyomott, hanem az uralkodó helyzetben levő nép adta: az itt kialakult etnikum magyar neve tehát mindenképpen az uralmi apparátusukkal országot szervező Árpádokhoz kapcsolandó.”

Kristó Gyula szerint a bizonyítottan Szent István korából fennmaradt kárpát-medencei helységnevek mintegy fele szláv eredetű, ám ezek szinte kivétel nélkül az Észak-Dunántúlról származnak. Viszont szinte az összes nagyobb folyónk ősi indoeurópai eredetű neve szláv közvetítéssel került a nyelvünkbe, kivételek: a Sajó, Berettyó és a Bodrog. Továbbá „A víznevek elemzése tehát megerősíti a régészeti leleteknek azt a tanúságát, hogy a 10. század folyamán Erdélybe települő magyarok mindenütt szlávokat, délkeleten, a Küküllők és az Olt vidékén pedig még egy török nyelvet beszélő néptöredéket is találtak.”
Kristó Gyula Szent István korabeli köznapi szavak valamint helység- és személynevek alapján „megkockáztatott” becslése szerint a mintegy 100 000 fős honfoglaló magyarok a Kárpát-medencében mintegy 150 000…250 000 főnyi, zömmel szláv nyelven beszélő népességet találhattak. Szerinte a magyar nyelv a 11. század vége felé válhatott dominánssá.

### Genetikai vizsgálatok
Csányi Bernadett és Raskó István több vizsgálatot végzett, amelyek arra utalhatnak, hogy a tizedik századi hódítók és meghódítottak különböző népcsoportokhoz tartoztak és a mai lakosság a meghódítottak leszármazottai. Az egyik vizsgálatban 100 magyar férfi, 97 székely férfi és 4 10. századi csontmaradvány Y-kromoszóma elemzéséből arra jutottak, hogy miközben a modern csoportból csak egyetlen székely rendelkezett a Tat C alléllal, a négy tizedik századi csontvázból kettő is. Egy másikban 181 magyar férfit, 65 székely férfi és 23 tizedik századi férfi csontmaradványait (egy részük a közemberek, mások a hódítók csoportjából) elemeztek C/T-13910 SNP-re amelynek hiánya a laktóz intoleranciát okozza. Az eredmények szerint modern lakosság és az egykori közemberek hasonló százaléka rendelkezik ezzel az alléllal mint a környező országok, például Ausztria, Csehország, Ukrajna, Szlovénia. A hódítók azonban a közép-ázsiai népekkel mutatnak rokonságot. Tömöri Gyöngyvér mtDNS vizsgálata szintén hasonló eredményre jutott: a közemberek és a mai lakosság a Nyugat-Eurázsiában szokásos haplocsoportokba tartozik (H, R, T) míg a hódítók általában az N1a, X haplocsoportokba tartoztak.

### A László Gyula által használt térképek érvényessége
Egyesek a László Gyula által használt térképek érvényességét vitatják. A László Gyula által használt térkép a Kárpát-medence honfoglalás kori rekonstrált településhálózatát mutatja. Ez azonban nagyrészt 12. századi források helyneveinek felhasználásával készült: tehát 200-300 évvel későbbi állapot alapján. Mások a kérdéses térképek készítésének metódusát vitatják.